# Cañete (Chile)
Cañete ist eine Stadt und Kommune in Chile in der Región del Bío-Bío. Sie liegt ca. 154 km von Arauco entfernt. Cañete hat rund 16.000 Einwohner und liegt 71 m über Meereshöhe.
Die touristischen Hauptattraktionen sind das Archäologische Museum und die Besichtigungsstätten der Mapuche-Kultur.

## Geschichte
Im Herbst 1553 besiegten die Mapuche im Arauco-Krieg eine Gruppe spanischer Soldaten bei Fort Tucapel und töteten dabei den Führer der spanischen Konquistadoren in Chile, Pedro de Valdivia. Tucapel, das nicht mit der gleichnamigen modernen Stadt Tucapel am Río Laja identisch ist, lag wenige Kilometer von Cañete entfernt. Auf seinem von Alonso de Ercilla beschriebenen Kriegszug gegen die Indianer errichtete der chilenische Gouverneur García Hurtado de Mendoza im Jahre 1558 das neue Fort Cañete. Er benannte den Ort nach Cañete in der spanischen Provinz Cuenca, da er den Titel eines „Markgrafen von Cañete“ (Marqués de Cañete) trug. 1602 wurde die Siedlung von den Spaniern aufgegeben und erst 1868 wieder besiedelt, als die bis dahin unabhängigen Mapuche-Gebiete an Chile angeschlossen wurden.
Der chilenische Politiker Juan Antonio Ríos Morales, der von 1942 bis 1946 Präsident von Chile war, stammte aus Cañete.
Vom Erdbeben im Februar 2010 war die Stadt besonders stark betroffen.